# Potencial vectorial electrodébil
El potencial vectorial electrodébil es una generalización del potencial vectorial electromagnético que permite describir además del campo electromagnético, el campo electrodébil aumentando el número de componentes. Dicho potencial viene dado por un cuadrivector análogo al cuadripotencial electromagnético de la forma:

{\displaystyle \mathbf {A} ^{\mu }=\sum _{a=1}^{3}\mathbf {T} ^{a}A_{a}^{\mu }}

donde {\displaystyle T^{a}} son las matrices de una representación lineal del álgebra de Lie de SU(2) y {\displaystyle A_{a}^{\mu }} son las componentes del potencial, los índices {\displaystyle \mu \in \{0,1,2,3\}} son los índices espacio-temporales y los índices {\displaystyle a\in \{1,2,3\}} son los índices de gauge. Comúnmente se escoge para representar álgebra de Lie {\displaystyle {\mathfrak {su}}(2)} de SU(2) la siguiente base:

{\displaystyle \mathbf {T} ^{1}={\frac {1}{2}}{\begin{bmatrix}0&1\\1&0\end{bmatrix}}\qquad \mathbf {T} ^{2}={\frac {1}{2}}{\begin{bmatrix}0&-i\\-i&0\end{bmatrix}}\qquad \mathbf {T} ^{3}={\frac {1}{2}}{\begin{bmatrix}1&0\\0&-1\end{bmatrix}}}

donde i es la unidad imaginaria. Este factor se presenta porque los físicos prefieren usar generadores hermitianos para sus álgebras de Lie reales, que es una convención diferente de la de los matemáticos. Esta representación se utiliza a menudo en mecánica cuántica (véase las matrices de Pauli), para representar el espín de partículas fundamentales tales como electrones. También sirven como vectores unidad para la descripción de nuestras 3 dimensiones espaciales en relatividad cuántica. En esta representación las constantes de estructura vienen dadas por:

{\displaystyle \left[\mathbf {T} ^{a},\mathbf {T} ^{b}\right]=f^{abc}\mathbf {T} ^{c}\,}

resultando que para el álgebra {\displaystyle {\mathfrak {su}}(2)} se tiene que {\displaystyle f^{abc}=\varepsilon ^{abc}} (ver Símbolo de Levi-Civita).

## Ecuaciones del campo
El cuadripotencial electromagnético ordinario tiene cuatro componentes (una temporal y tres espaciales). Puesto que el campo se calcula como diferencial exterior de dicho cuadripotencial posee 6 componentes independientes: tres de ellas dan lugar al campo eléctrico y las otras tres al campo magnético. Para el campo electrodébil se presenta una situación similar sólo que existe tres cuadripotenciales de cuatro componentes, y el campo está formado por tres n-formas antisimétricas de seis componentes cada una, es decir, un total de 18 componentes describen el campo electrodébil. Las componentes vienen dadas por:

{\displaystyle F_{\mu \nu }^{a}=\partial _{\mu }A_{\nu }^{a}-\partial _{\nu }A_{\mu }^{a}+g\sum _{b=1}^{3}\sum _{c=1}^{3}f^{abc}A_{\mu }^{b}A_{\nu }^{c}}

con {\displaystyle 0\leq \mu <\nu \leq 3} y {\displaystyle 1\leq a\leq 3}.

### Derivada covariante
Como en el resto de teorías gauge la relación entre las componentes del cuadripotencial vectorial y las componentes del campo, se pueden calcular mediante el uso del formalismo de la derivada covariante de gauge. La derivada covariante de gauge Dμ viene dada por:
{\displaystyle D_{\mu }=\partial _{\mu }\pm ig_{s}\mathbf {T} _{a}A_{\mu }^{a}\,,}
donde i es la unidad imaginaria y
{\displaystyle g_{s}={\sqrt {4\pi \alpha _{s}}}}
es la constante de acoplamiento adimensional y {\displaystyle \alpha _{s}}. Las ecuaciones del campo electrodébil se relacionan con el potencial vectorial electrodébil mediante las ecuaciones:
{\displaystyle \mathbf {F} ={\text{d}}\mathbf {A} +{\frac {1}{2}}\mathbf {A} \land \mathbf {A} }

### Ecuaciones de movimiento semiclásicas
Las ecuaciones de movimiento relativistas para partículas eléctricas en un campo electromagnético vienen dadas por:

{\displaystyle m{\frac {du^{\mu }}{d\tau }}=qF^{\mu \nu }u_{\nu }}

donde {\displaystyle m} es la masa de la partícula, {\displaystyle u^{\mu }} es la cuadrivelocidad, {\displaystyle q} es la carga eléctrica y {\displaystyle F^{\mu \nu }} son las componentes del campo electromagnético que pueden ser escritas como derivadas del potencial vectorial electromagnético:

{\displaystyle F_{\mu \nu }=\partial _{\mu }A_{\nu }-\partial _{\nu }A_{\mu }}

(el que una índice aparezca abajo o arriba, implica que se tratan de componentes covariantes o contravariantes). Estas ecuaciones se generalizan al caso electrodébil, mediante las llamadas ecuaciones de Wong:

{\displaystyle m{\frac {du^{\mu }}{d\tau }}=gQ^{a}F_{a}^{\mu \nu }u_{\nu }}

donde {\displaystyle g_{s}} es la constante de acoplamiento adimensional, {\displaystyle Q^{a}} las componentes de la carga de gauge ({\displaystyle a\in \{1,2,3\}} y {\displaystyle F_{a}^{\mu \nu }} son las 18 componentes independientes del campo electrodébil. La propia carga de gauge evoluciona según la ecuación:

{\displaystyle {\frac {dQ^{a}}{d\tau }}=-gf^{abc}A_{b}^{\mu }u_{\mu }Q_{c}}

Para el campo electromagnético el grupo de gauge es el grupo unitario {\displaystyle {\text{U}}(1)} y, por tanto, {\displaystyle a=1}. En ese caso, la ecuación de evolución para la carga gauge al ser las constantes de estructura nulas {\displaystyle f^{abc}=0} expresa la conseración de la carga eléctrica:

{\displaystyle {\frac {dq}{d\tau }}=0}